# GUNNM
GUNNM o també Alita, àngel de combat (銃夢, Ganmu), és un manga creat per Yukito Kishiro entre 1991 i 1995 i publicat a la revista Business Jump de Shūeisha.
El 1993 se'n va fer una adaptació en anime. Malgrat haver-se plantejat l'adaptació de tota la sèrie, només es van produir dues OVAs, donat que no es van vendre bé al Japó. En part degut a la crisi econòmica asiàtica, en part per la decepció dels fans davant una adaptació que no va aconseguir plasmar l'intricat argument d'aquest manga.

## Argument
Battle Angel Alita explica la història d'Alita, una cyborg femenina amnèsica. El seu cap i el pit intactes, en animació suspesa, són trobats per l'expert en cibermèdica Daisuke Ido a l'abocador d'escombraries local. Ido aconsegueix reanimar-la i, descobrint que ha perdut la memòria, li posa el nom d'Alita en honor al seu gat recentment mort. L'Alita reconstruïda aviat descobreix que recorda instintivament el llegendari art marcial Panzer Kunst, tot i que no recorda res més. L'Alita utilitza el seu Panzer Kunst per convertir-se primer en una caçarecompenses, matant criminals cyborg al Scrapyard, i després com a jugadora estrella en el brutal esport de gladiadors de Motorball. Durant el combat, l'Alita se li desperten records de la seva vida anterior a Mart. S'involucra amb la ciutat flotant de Zalem (Tiphares en algunes traduccions més antigues) com un dels seus agents, i és enviada a caçar criminals. El principal és el geni boig Desty Nova, que té una relació complexa i en constant canvi amb Alita.
La història passa als antics Estats Units. Segons un mapa, imprès al vuitè volum, Scrapyard/Zalem és a prop de Kansas City, Missouri, i la necròpolis és Colorado Springs, Colorado. Radio KAOS és a Dallas, Texas. La ciutat natal costanera de Figure és Alhambra, Califòrnia. Desty Nova's Granite Inn està construït a partir d'una base militar: NORAD al Cheyenne Mountain Complex, Colorado.

## Producció
Alita era originalment una policia cyborg anomenada Gally en un còmic inèdit anomenat Rainmaker. Els editors de Shueisha els va agradar i li van demanar a Kishiro que fes una nova història amb ella com a personatge principal. Després d'haver creat l'argument d'una història, se li va encarregar que fos una sèrie de llarga durada.
A més de canviar el nom de Gally a Alita, les versions nord-americanes més antigues del manga també van canviar la ciutat de Zalem (que significa opressor en àrab i persa) per Tiphares, després de Tiferet. Com que Kishiro també va utilitzar el nom de Jeru per a les instal·lacions del cim de Zalem, Jeru va ser rebatejat com a Ketheres a la traducció, després de Keter. Les versions més recents van tornar els noms de les ciutats a Zalem i Jeru. Per desenvolupar encara més el tema bíblic de la sèrie original, l'ordinador principal de Zalem es va anomenar Melquisedec, "el rei de Salem" i "sacerdot del Déu Altíssim".

## Manga
El manga es va publicar per primera vegada a la revista Business Jump de Shueisha. Després es va serialitzar de 1990 a 1995 en nou tankōbon. Yukito Kishiro es va traslladar de Shueisha a Kodansha l'agost de 2010. La companyia va adquirir els drets de llicència de Battle Angel Alita. Una edició especial de 6 volums titulada Gunnm: Complete Edition es va publicar al Japó el 23 de desembre de 1998. La sèrie es va publicar en format B5 i conté la història original. També s'inclouen esbossos aproximats, una línia de temps i els tres primers contes de Battle Angel Alita: Holy Night & Other Stories. Del 5 d'octubre al 16 de novembre de 2016, Kodansha va tornar a publicar Gunnm en format B5. Més tard es va reimprimir en format A5 a partir del 21 de novembre de 2018.
Una sèrie derivada titulada Ashen Victor (灰者, Haisha) es va publicar a Ultra Jump de setembre de 1995 a juliol de 1996. Va ser llançat en un sol volum el 24 de juny de 1998.
Una sèrie derivada titulada Battle Angel Alita: Holy Night & Other Stories (銃夢外伝, Ganmu Gaiden) es va publicar a Ultra Jump del 24 de gener de 1997 al 19 de desembre de 2006. Es va publicar en un sol volum el 19 de desembre. 2007. Està compost per quatre històries curtes: Holy Night, Sonic Finger, Hometown i Barjack Rhapsody.
A Amèrica del Nord, Viz Media va publicar originalment la història en un còmic de 25 pàgines, després del qual va seguir el mateix format de volum que el seu homòleg japonès. Viz també va llançar la sèrie spin-off Ashen Victor. Juntament amb la resta de la sèrie, el manga Battle Angel Alita original de Kishiro ha estat autoritzat per a la seva publicació a Amèrica del Nord a través de Kodansha USA, que el va tornar a publicar en format omnibus de cinc volums el 2017 i el 2018, amb l'últim volum inclòs Ashen Victor. Holy Night & Other Stories també ha estat autoritzat per Kodansha USA, que el va publicar digitalment el 30 d'octubre de 2018 i com a tapa dura el 20 de novembre de 2018. Battle Angel Alita també té llicència per al seu llançament internacional en diversos idiomes i regions. Va ser publicat a Espanya per Planeta DeAgostini, al Brasil per Editora JBC, a França i Holanda per Glenat, a Polònia per JPF, a Alemanya per Carlsen, a Taiwan per Tong Li Publishing, a Argentina per Editorial Ivrea i a Rússia per Xl Media.